# Sångarstriden på Wartburg

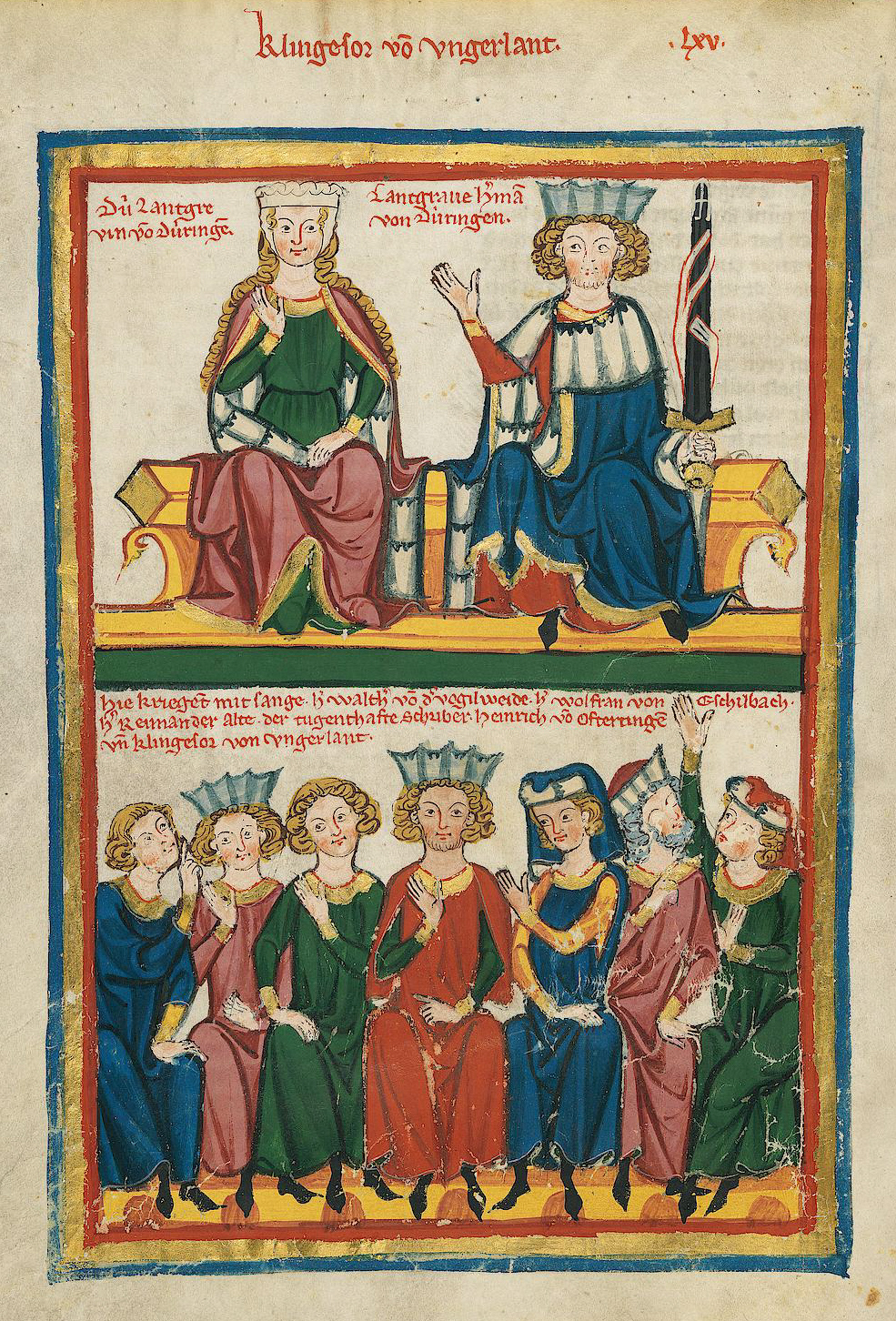
Sängerkrieg auf der Wartburg (miniatyr från Codex Manesse, 1300-talet)

Sångarstriden på Wartburg var enligt medeltidssagor en skaldetävling på liv och död, som skulle ha ägt rum 1206 eller 1207 vid lantgreven Herman av Thüringens hov. 
Den skildras i en anonym medelhögtysk dikt i dialogform med däremellan inskjuten berättelse, för övrigt utan litterärt värde. Dikten (Krieg von Wartburg) låter sju kända skalder, bland dem Wolfram von Eschenbach, Walther von der Vogelweide och Heinrich von Ofterdingen, bekämpa varandra medelst lovsånger om olika furstar. Heinrich besjunger sålunda hertig Leopold av Österrike, men besegras av Walther, som mest lovprisar lantgreven Herman av Thüringen. Den besegrade sångaren, som därmed förverkat sitt liv, skonas genom lantgrevinnans ingripande, men vill inte erkänna domen som rättvis och kallar till sin hjälp trollkarlen Klingsor från Ungern. 
I diktens andra del hotar Klingsor förbittrad att tillkalla djävulen. Dikten är utgiven av K. Simrock (med översättning 1858). Ämnet har i nyare tid behandlats av E.T.A. Hoffmann i Der Krieg der Sänger, av Novalis (Hardenberg) i romanen
Heinrich von Ofterdingen och som opera omdiktats i Tannhäuser av Richard Wagner, som låter Klingsor i stället spela en roll i operan Parsifal.